# Semiothisa angolae
Semiothisa angolae là một loài bướm đêm trong họ Geometridae.